# Puchar CEV w piłce siatkowej mężczyzn (1997/1998)
Puchar CEV siatkarzy 1997/1998 - 18. sezon Pucharu CEV rozgrywanego od 1980 roku, organizowanego przez Europejską Konfederację Piłki Siatkowej (CEV) w ramach europejskich pucharów dla męskich klubowych zespołów siatkarskich "starego kontynentu".

## System rozgrywek
Rozgrywki toczyły się najpierw od fazy kwalifikacyjnej, z której zwycięzcy zagrali w fazie grupowej po 4 zespoły w każdej grupie. Zespoły z pierwszych miejsc zagrały w kolejnym etapie. W 1/8 finału i ćwierćfinałach drużyny podzielone zostały na pary. Każda z par rozegrała po dwa spotkania. O awansie decydowały kolejno: liczba wygranych spotkań, liczba wygranych setów, liczba zdobytych małych punktów. Zwycięzcy ćwierćifnałów awansowali do turnieju finałowego, w którym rozegrano półfinały, mecz o 3. miejsce i finał.

## Drużyny uczestniczące
- Studenti Tirana
- Puntigamer Aich-Dob
- Paris Lodron Salzburg
- Knack Roeselare
- HVB Zonhoven
- Bosna Kalesija
- OK Bihac
- Sławia Sofia
- OK Varaždin
- Pauk-Veronika Županja
- Enosis Neon Paralimni
- Pafiakos Pafos
- Volejbal Brno
- Jihostroj Czeskie Budziejowice
- Gentofte Volley
- Rival Rakvere
- Kuopion Palloseura
- Montpellier UC
- Avignon VB
- AVC Orestiada
- Panathinaikos Ateny
- Caja Salamanca Y Soria
- Larsa Vigo
- Alcom Capelle
- VC Nesselande
- Maccabi Tel Awiw
- Hapoel Haztor
- OK Ribnica Kraljevo
- Crvena Zvezda Galax Belgrad
- Volley Bartreng
- Volley 80 Pétange
- VC Mamer
- Strumica Strumica
- Mladost Stip
- Moldovahydromash Kiszyniów
- VfB Friedrichshafen
- Moerser SC
- Askim VBK
- KFUM Oslo
- Avtomobilist Sankt Petersburg
- CSKA Moskwa
- Elcond Zalău
- Prescon Tractorul Brasov
- Explorări Baia Mare
- Morze Szczecin
- Mostostal-Azoty Kędzierzyn-Koźle
- Esmoriz GC
- Nacional Funchal
- Fužinar
- Petrochema Dubova
- Stavbár Žilina
- Uni Bern
- MTV Näfels
- Chênois Genewa
- Floby Falköping
- Galatasaray Stambuł
- Emlakbank Ankara
- Łokomotiw Olwest Charków
- Dorożnyk Odessa
- Dinamo Lugańsk
- Sisley Treviso
- Lube Macerata
- Vasas SC
- Szabolcs Nyiregyhaza

## Rozgrywki

### Faza kwalifikacyjna
| Data     | Drużyna 1                    | Wynik | Drużyna 2                    | Sety                            |
| -------- | ---------------------------- | ----- | ---------------------------- | ------------------------------- |
| 02.11.97 | Szabolcs Nyíregyházi         | 3:1   | Explorari Baia Mari          | 15:11, 3:15, 15:4, 15:11        |
| 08.11.97 | Explorari Baia Mari          | 3:0   | Szabolcs Nyíregyházi         | 15:6, 15:4, 15:11               |
|          |                              |       |                              |                                 |
| 01.11.97 | Enosis Neon Paralimni        | 3:0   | Olimpik Tirana               | 15:11, 15:9, 15:7               |
| 03.11.97 | Olimpik Tirana               | 3:1   | Enosis Neon Paralimni        | 15:12, 9:15, 15:13, 15:13       |
|          |                              |       |                              |                                 |
| 01.11.97 | Pauk-Veronika Županja        | 3:0   | Mladost Stip                 | 15:3, 15:2, 15:4                |
| 02.11.97 | Mladost Stip                 | 0:3   | Pauk-Veronika Županja        | 6:15, 8:15, 3:15                |
|          |                              |       |                              |                                 |
| 01.11.97 | Larsa Vigo                   | 2:3   | Ribnica Kraljevo             | 8:15, 15:13, 15:11, 9:15, 9:15  |
| 09.11.97 | Ribnica Kraljevo             | 3:0   | Larsa Vigo                   | 15:6, 15:9, 15:7                |
|          |                              |       |                              |                                 |
| 08.11.97 | MTV Näfels                   | 1:3   | Nacional Funchal             | 10:15, 16:14, 8:15, 13:15       |
| 01.11.97 | Nacional Funchal             | 0:3   | MTV Näfels                   | 5:15, 4:15, 6:15                |
|          |                              |       |                              |                                 |
| 07.11.97 | Dynamo Lugansk               | 3:0   | Hapoel Haztor                | 15:5, 15:7, 15:7                |
| 08.11.97 | Hapoel Haztor                | 0:3   | Dynamo Lugansk               | 4:15, 8:15, 16:17               |
|          |                              |       |                              |                                 |
| 02.11.97 | Fužinar                      | 2:3   | Morze Szczecin               | 15:17, 15:7, 15:4, 9:15, 6:15   |
| 08.11.97 | Morze Szczecin               | 3:0   | Fužinar                      | 15:8, 15:4, 15:6                |
|          |                              |       |                              |                                 |
| 01.11.97 | Puntigamer Aich-Dob          | 3:0   | Bosna Kalesija               | 15:8, 15:3, 15:2                |
| 08.11.97 | Bosna Kalesija               | 3:2   | Puntigamer Aich-Dob          | 8:15, 4:15, 15:9, 15:13, 15:11  |
|          |                              |       |                              |                                 |
| 01.11.97 | Avignon VB                   | 2:3   | Avtomobilist St. Petersbourg | 17:15, 11:15, 12:15, 15:2, 7:15 |
| 09.11.97 | Avtomobilist St. Petersbourg | 3:0   | Avignon VB                   | 15:3, 15:7, 15:8                |
|          |                              |       |                              |                                 |
| 01.11.97 | Kfum Oslo                    | 0:3   | KuPS Kuopio                  | 5:15, 3:15, 9:15                |
| 08.11.97 | KuPS Kuopio                  | 3:0   | Kfum Oslo                    | 15:11, 15:1, 15:2               |
|          |                              |       |                              |                                 |
| 08.11.97 | VC Mamer                     | 2:3   | Stavbár Žilina               | 15:10, 15:10, 12:15, 4:15, 6:15 |
| 09.11.97 | Stavbár Žilina               | 3:1   | VC Mamer                     | 15:11, 15:7, 11:15, 15:4        |

### Faza główna

#### Turniej 1
Wyniki
| Data     | Drużyna 1           | Wynik | Drużyna 2           | Sety                              |
| -------- | ------------------- | ----- | ------------------- | --------------------------------- |
| 28.11.97 | Montpellier UC      | 3:0   | Panathinaikos Ateny | 15:9, 15:8, 15:10                 |
| 28.11.97 | HVB Zonhoven        | 3:0   | Paphiakos Paphos    | 15:4, 15:4, 15:7                  |
| 29.11.97 | Paphiakos Paphos    | 0:3   | Panathinaikos Ateny | 5:15, 3:15, 4:15                  |
| 29.11.97 | Montpellier UC      | 3:2   | HVB Zonhoven        | 15:13, 10:15, 16:14, 13:15, 16:14 |
| 30.11.97 | Paphiakos Paphos    | 0:3   | Montpellier UC      | 3:15, 5:15, 1:15                  |
| 30.11.97 | Panathinaikos Ateny | 3:0   | HVB Zonhoven        | 17:16, 15:7, 15:10                |

Tabela
| Lp. | Drużyna             | Pkt | Mecze | Mecze | Mecze | Sety | Sety | Sety  | Małe punkty | Małe punkty | Małe punkty |
| Lp. | Drużyna             | Pkt | M     | W     | P     | wyg. | prz. | ratio | zdob.       | str.        | ratio       |
| --- | ------------------- | --- | ----- | ----- | ----- | ---- | ---- | ----- | ----------- | ----------- | ----------- |
| 1   | Montpellier UC      | 6   | 3     | 3     | 0     | 9    | 2    | 4.500 | 160         | 107         | 1.495       |
| 2   | Panathinaikos Ateny | 5   | 3     | 2     | 1     | 6    | 3    | 2.000 | 119         | 90          | 1.322       |
| 3   | HVB Zonhoven        | 4   | 3     | 1     | 2     | 5    | 6    | 0.833 | 149         | 132         | 1.129       |
| 4   | Paphiakos Paphos    | 3   | 3     | 0     | 3     | 0    | 9    | 0.000 | 36          | 135         | 0.267       |

#### Turniej 2
Wyniki
| Data     | Drużyna 1             | Wynik | Drużyna 2             | Sety                      |
| -------- | --------------------- | ----- | --------------------- | ------------------------- |
| 28.11.97 | Moerser SC            | 3:0   | Explorari Baia Mari   | 15:7, 15:12, 15:4         |
| 28.11.97 | Crvena Zvezda Belgrad | 3:1   | Maccabi Tel Awiw      | 15:13, 14:16, 15:8, 15:11 |
| 29.11.97 | Maccabi Tel Awiw      | 3:1   | Explorari Baia Mari   | 15:11, 13:15, 15:11, 15:6 |
| 29.11.97 | Crvena Zvezda Belgrad | 3:0   | Moerser SC            | 16:14, 15:3, 15:11        |
| 30.11.97 | Explorari Baia Mari   | 0:3   | Crvena Zvezda Belgrad | 9:15, 5:15, 9:15          |
| 30.11.97 | Moerser SC            | 1:3   | Maccabi Tel Awiw      | 8:15, 8:15, 15:9, 15:17   |

Tabela
| Lp. | Drużyna               | Pkt | Mecze | Mecze | Mecze | Sety | Sety | Sety  | Małe punkty | Małe punkty | Małe punkty |
| Lp. | Drużyna               | Pkt | M     | W     | P     | wyg. | prz. | ratio | zdob.       | str.        | ratio       |
| --- | --------------------- | --- | ----- | ----- | ----- | ---- | ---- | ----- | ----------- | ----------- | ----------- |
| 1   | Crvena Zvezda Belgrad | 6   | 3     | 3     | 0     | 9    | 1    | 9.000 | 150         | 99          | 1.515       |
| 2   | Maccabi Tel Awiw      | 5   | 3     | 2     | 1     | 7    | 5    | 1.400 | 162         | 148         | 1.095       |
| 3   | Moerser SC            | 4   | 3     | 1     | 2     | 5    | 6    | 0.833 | 119         | 125         | 0.952       |
| 4   | Explorari Baia Mari   | 3   | 3     | 0     | 3     | 1    | 9    | 0.111 | 89          | 148         | 0.601       |

#### Turniej 3 -Bertrange
Wyniki
| Data     | Drużyna 1             | Wynik | Drużyna 2             | Sety                          |
| -------- | --------------------- | ----- | --------------------- | ----------------------------- |
| 28.11.97 | Elcond Zalău          | 3:0   | Enosis Neon Paralimni | 15:6, 15:3, 15:6              |
| 28.11.97 | Volley Bartreng       | 0:3   | Paris Lodron Salzburg | 4:15, 6:15, 6:15              |
| 29.11.97 | Paris Lodron Salzburg | 3:0   | Enosis Neon Paralimni | 15:3, 15:5, 15:4              |
| 29.11.97 | Volley Bartreng       | 0:3   | Elcond Zalău          | 3:15, 8:15, 8:15              |
| 30.11.97 | Enosis Neon Paralimni | 2:3   | Volley Bartreng       | 15:7, 9:15, 8:15, 15:3, 14:16 |
| 30.11.97 | Paris Lodron Salzburg | 3:1   | Elcond Zalău          | 13:15, 15:10, 15:9, 15:13     |

Tabela
| Lp. | Drużyna               | Pkt | Mecze | Mecze | Mecze | Sety | Sety | Sety  | Małe punkty | Małe punkty | Małe punkty |
| Lp. | Drużyna               | Pkt | M     | W     | P     | wyg. | prz. | ratio | zdob.       | str.        | ratio       |
| --- | --------------------- | --- | ----- | ----- | ----- | ---- | ---- | ----- | ----------- | ----------- | ----------- |
| 1   | Paris Lodron Salzburg | 6   | 3     | 3     | 0     | 9    | 1    | 9.000 | 148         | 75          | 1.973       |
| 2   | Elcond Zalău          | 5   | 3     | 2     | 1     | 7    | 3    | 2.333 | 137         | 92          | 1.489       |
| 3   | Volley Bartreng       | 4   | 3     | 1     | 2     | 3    | 8    | 0.375 | 91          | 151         | 0.603       |
| 4   | Enosis Neon Paralimni | 3   | 3     | 0     | 3     | 2    | 9    | 0.222 | 88          | 146         | 0.603       |

#### Turniej 4
Wyniki
| Data     | Drużyna 1                        | Wynik | Drużyna 2                        | Sety                             |
| -------- | -------------------------------- | ----- | -------------------------------- | -------------------------------- |
| 28.11.97 | VC Nesselande                    | 3:0   | Volley 80 Pétange                | 15:1, 15:5, 15:4                 |
| 28.11.97 | Mostostal-Azoty Kędzierzyn-Koźle | 3:0   | Pauk-Veronika Županja            | 15:13, 15:13, 15:11              |
| 29.11.97 | VC Nesselande                    | 2:3   | Mostostal-Azoty Kędzierzyn-Koźle | 9:15, 12:15, 15:4, 15:9, 10:15   |
| 29.11.97 | Pauk-Veronika Županja            | 3:0   | Volley 80 Pétange                | 15:9, 15:3, 15:13                |
| 30.11.97 | Pauk-Veronika Županja            | 3:2   | VC Nesselande                    | 5:15, 15:11, 11:15, 16:14, 15:13 |
| 30.11.97 | Volley 80 Pétange                | 0:3   | Mostostal-Azoty Kędzierzyn-Koźle | 1:15, 3:15, 6:15                 |

Tabela
| Lp. | Drużyna                          | Pkt | Mecze | Mecze | Mecze | Sety | Sety | Sety  | Małe punkty | Małe punkty | Małe punkty |
| Lp. | Drużyna                          | Pkt | M     | W     | P     | wyg. | prz. | ratio | zdob.       | str.        | ratio       |
| --- | -------------------------------- | --- | ----- | ----- | ----- | ---- | ---- | ----- | ----------- | ----------- | ----------- |
| 1   | Mostostal-Azoty Kędzierzyn-Koźle | 6   | 3     | 3     | 0     | 9    | 2    | 4.500 | 148         | 108         | 1.370       |
| 2   | Pauk-Veronika Županja            | 5   | 3     | 2     | 1     | 6    | 5    | 1.200 | 144         | 138         | 1.043       |
| 3   | VC Nesselande                    | 4   | 3     | 1     | 2     | 7    | 6    | 1.167 | 174         | 130         | 1.338       |
| 4   | Volley 80 Pétange                | 3   | 3     | 0     | 3     | 0    | 9    | 0.000 | 45          | 135         | 0.333       |

#### Turniej 5
Wyniki
| Data     | Drużyna 1           | Wynik | Drużyna 2           | Sety                            |
| -------- | ------------------- | ----- | ------------------- | ------------------------------- |
| 28.11.97 | Strumica Strumica   | 0:3   | Ribnica Kraljevo    | 14:16, 12:15, 4:15              |
| 28.11.97 | Sławia Sofia        | 3:0   | Puntigamer Aich-Dob | 15:5, 15:3, 15:10               |
| 29.11.97 | Puntigamer Aich-Dob | 0:3   | Ribnica Kraljevo    | 2:15, 7:15, 4:15                |
| 29.11.97 | Sławia Sofia        | 3:0   | Strumica Strumica   | 15:5, 15:4, 15:6                |
| 30.11.97 | Strumica Strumica   | 3:1   | Puntigamer Aich-Dob | 15:13, 11:15, 15:11, 15:7, 7:15 |
| 30.11.97 | Ribnica Kraljevo    | 0:3   | Sławia Sofia        | 6:15, 5:15, 11:15               |

Tabela
| Lp. | Drużyna             | Pkt | Mecze | Mecze | Mecze | Sety | Sety | Sety  | Małe punkty | Małe punkty | Małe punkty |
| Lp. | Drużyna             | Pkt | M     | W     | P     | wyg. | prz. | ratio | zdob.       | str.        | ratio       |
| --- | ------------------- | --- | ----- | ----- | ----- | ---- | ---- | ----- | ----------- | ----------- | ----------- |
| 1   | Sławia Sofia        | 6   | 3     | 3     | 0     | 9    | 0    | MAX   | 135         | 55          | 2.455       |
| 2   | Ribnica Kraljevo    | 5   | 3     | 2     | 1     | 6    | 3    | 2.000 | 113         | 88          | 1.284       |
| 3   | Strumica Strumica   | 4   | 3     | 1     | 2     | 3    | 7    | 0.429 | 101         | 137         | 0.737       |
| 4   | Puntigamer Aich-Dob | 3   | 3     | 0     | 3     | 1    | 9    | 0.111 | 77          | 146         | 0.527       |

#### Turniej 6
Wyniki
| Data     | Drużyna 1       | Wynik | Drużyna 2       | Sety                     |
| -------- | --------------- | ----- | --------------- | ------------------------ |
| 28.11.97 | OK Varaždin     | 0:3   | MTV Näfels      | 4:15, 12:15, 6:15        |
| 28.11.97 | CSKA Moskwa     | 1:3   | Dorożnyk Odessa | 15:8, 11:15, 8:15, 11:15 |
| 29.11.97 | Dorożnyk Odessa | 3:0   | OK Varaždin     | 15:11, 15:8, 15:12       |
| 29.11.97 | MTV Näfels      | 0:3   | CSKA Moskwa     | 13:15, 15:17, 11:15      |
| 30.11.97 | Dorożnyk Odessa | 3:0   | MTV Näfels      | 15:4, 15:11, 15:5        |
| 30.11.97 | OK Varaždin     | 1:3   | CSKA Moskwa     | 5:15, 13:15, 15:7, 1:15  |

Tabela
| Lp. | Drużyna         | Pkt | Mecze | Mecze | Mecze | Sety | Sety | Sety  | Małe punkty | Małe punkty | Małe punkty |
| Lp. | Drużyna         | Pkt | M     | W     | P     | wyg. | prz. | ratio | zdob.       | str.        | ratio       |
| --- | --------------- | --- | ----- | ----- | ----- | ---- | ---- | ----- | ----------- | ----------- | ----------- |
| 1   | Dorożnyk Odessa | 6   | 3     | 3     | 0     | 9    | 1    | 9.000 | 143         | 96          | 1.490       |
| 2   | CSKA Moskwa     | 5   | 3     | 2     | 1     | 7    | 4    | 1.750 | 144         | 126         | 1.143       |
| 3   | MTV Näfels      | 4   | 3     | 1     | 2     | 3    | 6    | 0.500 | 104         | 114         | 0.912       |
| 4   | OK Varaždin     | 3   | 3     | 0     | 3     | 1    | 9    | 0.111 | 87          | 142         | 0.613       |

#### Turniej 7
Wyniki
| Data     | Drużyna 1       | Wynik | Drużyna 2       | Sety                             |
| -------- | --------------- | ----- | --------------- | -------------------------------- |
| 28.11.97 | AVC Orestiada   | 3:1   | Gentofte Volley | 15:9, 15:2, 15:17, 15:0          |
| 28.11.97 | Vasas Budapeszt | 0:3   | Dinamo Lugańsk  | 11:15, 4:15, 5:15                |
| 29.11.97 | Gentofte Volley | 0:3   | Dinamo Lugańsk  | 5:15, 5:15, 10:15                |
| 29.11.97 | AVC Orestiada   | 3:0   | Vasas Budapeszt | 15:6, 15:4, 15:6                 |
| 30.11.97 | Gentofte Volley | 3:2   | Vasas Budapeszt | 5:15, 15:13, 15:13, 14:16, 15:12 |
| 30.11.97 | Dinamo Lugańsk  | 0:3   | AVC Orestiada   | 5:15, 6:15, 3:15                 |

Tabela
| Lp. | Drużyna         | Pkt | Mecze | Mecze | Mecze | Sety | Sety | Sety  | Małe punkty | Małe punkty | Małe punkty |
| Lp. | Drużyna         | Pkt | M     | W     | P     | wyg. | prz. | ratio | zdob.       | str.        | ratio       |
| --- | --------------- | --- | ----- | ----- | ----- | ---- | ---- | ----- | ----------- | ----------- | ----------- |
| 1   | AVC Orestiada   | 6   | 3     | 3     | 0     | 9    | 1    | 9.000 | 150         | 58          | 2.586       |
| 2   | Dinamo Lugańsk  | 5   | 3     | 2     | 1     | 6    | 3    | 2.000 | 104         | 85          | 1.224       |
| 3   | Gentofte Volley | 4   | 3     | 1     | 2     | 4    | 8    | 0.500 | 112         | 174         | 0.644       |
| 4   | Vasas Budapeszt | 3   | 3     | 0     | 3     | 2    | 9    | 0.222 | 105         | 154         | 0.682       |

#### Turniej 8
Wyniki
| Data     | Drużyna 1           | Wynik | Drużyna 2           | Sety                       |
| -------- | ------------------- | ----- | ------------------- | -------------------------- |
| 28.11.97 | Petrochema Dubova   | 3:0   | OK Bihac            | 15:5, 15:3, 15:4           |
| 28.11.97 | Galatasaray Stambuł | 0:3   | Morze Szczecin      | 5:15, 9:15, 10:15          |
| 29.11.97 | OK Bihac            | 0:3   | Morze Szczecin      | 1:15, 4:15, 5:15           |
| 29.11.97 | Petrochema Dubova   | 1:3   | Galatasaray Stambuł | 16:14, 11:15, 15:17, 12:15 |
| 30.11.97 | Galatasaray Stambuł | 3:0   | OK Bihac            | 15:6, 15:8, 15:8           |
| 30.11.97 | Morze Szczecin      | 3:0   | Petrochema Dubova   | 15:9, 15:5, 15:10          |

Tabela
| Lp. | Drużyna             | Pkt | Mecze | Mecze | Mecze | Sety | Sety | Sety  | Małe punkty | Małe punkty | Małe punkty |
| Lp. | Drużyna             | Pkt | M     | W     | P     | wyg. | prz. | ratio | zdob.       | str.        | ratio       |
| --- | ------------------- | --- | ----- | ----- | ----- | ---- | ---- | ----- | ----------- | ----------- | ----------- |
| 1   | Morze Szczecin      | 6   | 3     | 3     | 0     | 9    | 0    | MAX   | 135         | 58          | 2.328       |
| 2   | Galatasaray Stambuł | 5   | 3     | 2     | 1     | 6    | 4    | 1.500 | 130         | 121         | 1.074       |
| 3   | Petrochema Dubova   | 4   | 3     | 1     | 2     | 4    | 6    | 0.667 | 123         | 118         | 1.042       |
| 4   | OK Bihac            | 3   | 3     | 0     | 3     | 0    | 9    | 0.000 | 44          | 135         | 0.326       |

#### Turniej 9
Wyniki
| Data     | Drużyna 1                  | Wynik | Drużyna 2                  | Sety               |
| -------- | -------------------------- | ----- | -------------------------- | ------------------ |
| 28.11.97 | Esmoriz GC                 | 3:0   | Moldovahydromash Kiszyniów | 15:5, 15:1, 15:4   |
| 28.11.97 | Volejbal Brno              | 0:3   | Knack Roeselare            | 5:15, 13:15, 11:15 |
| 29.11.97 | Moldovahydromash Kiszyniów | 0:3   | Knack Roeselare            | 2:15, 5:15, 3:15   |
| 29.11.97 | Esmoriz GC                 | 3:0   | Volejbal Brno              | 15:6, 15:11, 15:8  |
| 30.11.97 | Knack Roeselare            | 3:0   | Esmoriz GC                 | 15:11, 15:6, 15:4  |
| 30.11.97 | Volejbal Brno              | 3:0   | Moldovahydromash Kiszyniów | 15:13, 15:10, 15:7 |

Tabela
| Lp. | Drużyna                    | Pkt | Mecze | Mecze | Mecze | Sety | Sety | Sety  | Małe punkty | Małe punkty | Małe punkty |
| Lp. | Drużyna                    | Pkt | M     | W     | P     | wyg. | prz. | ratio | zdob.       | str.        | ratio       |
| --- | -------------------------- | --- | ----- | ----- | ----- | ---- | ---- | ----- | ----------- | ----------- | ----------- |
| 1   | Knack Roeselare            | 6   | 3     | 3     | 0     | 9    | 0    | MAX   | 135         | 60          | 2.250       |
| 2   | Esmoriz GC                 | 5   | 3     | 2     | 1     | 6    | 3    | 2.000 | 111         | 80          | 1.388       |
| 3   | Volejbal Brno              | 4   | 3     | 1     | 2     | 3    | 6    | 0.500 | 99          | 120         | 0.825       |
| 4   | Moldovahydromash Kiszyniów | 3   | 3     | 0     | 3     | 0    | 9    | 0.000 | 50          | 135         | 0.370       |

#### Turniej 10
Wyniki
| Data     | Drużyna 1                    | Wynik | Drużyna 2                    | Sety                    |
| -------- | ---------------------------- | ----- | ---------------------------- | ----------------------- |
| 28.11.97 | Avtomobilist St. Pétersbourg | 3:1   | Prescon Tractorul Brasov     | 15:6, 15:8, 10:15, 15:6 |
| 28.11.97 | Chênois Genewa               | 0:3   | Lube Macerata                | 4:15, 6:15, 16:17       |
| 29.11.97 | Avtomobilist St. Pétersbourg | 3:0   | Chênois Genewa               | 17:15, 15:6, 15:5       |
| 29.11.97 | Lube Macerata                | 3:0   | Prescon Tractorul Brasov     | 15:7, 15:3, 15:4        |
| 30.11.97 | Prescon Tractorul Brasov     | 0:3   | Chênois Genewa               | 10:15, 8:15, 9:15       |
| 30.11.97 | Lube Macerata                | 3:0   | Avtomobilist St. Pétersbourg | 15:4, 15:12, 15:4       |

Tabela
| Lp. | Drużyna                      | Pkt | Mecze | Mecze | Mecze | Sety | Sety | Sety  | Małe punkty | Małe punkty | Małe punkty |
| Lp. | Drużyna                      | Pkt | M     | W     | P     | wyg. | prz. | ratio | zdob.       | str.        | ratio       |
| --- | ---------------------------- | --- | ----- | ----- | ----- | ---- | ---- | ----- | ----------- | ----------- | ----------- |
| 1   | Lube Macerata                | 6   | 3     | 3     | 0     | 9    | 0    | MAX   | 137         | 60          | 2.283       |
| 2   | Avtomobilist St. Pétersbourg | 5   | 3     | 2     | 1     | 6    | 4    | 1.500 | 122         | 106         | 1.151       |
| 3   | Chênois Genewa               | 4   | 3     | 1     | 2     | 3    | 6    | 0.500 | 97          | 121         | 0.802       |
| 4   | Prescon Tractorul Brasov     | 3   | 3     | 0     | 3     | 1    | 9    | 0.111 | 76          | 145         | 0.524       |

#### Turniej 11
Wyniki
| Data     | Drużyna 1              | Wynik | Drużyna 2              | Sety                             |
| -------- | ---------------------- | ----- | ---------------------- | -------------------------------- |
| 28.11.97 | KuPS Volley Kuopio     | 3:0   | Łokomotiw Charków      | 15:10, 15:9, 15:5, 15:5          |
| 28.11.97 | Caja Salamanca Y Soria | 3:0   | Studenti Tirana        | 15:1, 15:1, 15:2                 |
| 29.11.97 | KuPS Volley Kuopio     | 3:0   | Studenti Tirana        | 15:1, 15:3, 15:1                 |
| 29.11.97 | Łokomotiw Charków      | 0:3   | Caja Salamanca Y Soria | 4:15, 5:15, 8:15                 |
| 30.11.97 | Caja Salamanca Y Soria | 3:1   | KuPS Volley Kuopio     | 15:12, 12:15, 15:5, 15:10, 10:15 |
| 30.11.97 | Studenti Tirana        | 0:3   | Łokomotiw Charków      | 2:15, 8:15, 9:15                 |

Tabela
| Lp. | Drużyna                | Pkt | Mecze | Mecze | Mecze | Sety | Sety | Sety  | Małe punkty | Małe punkty | Małe punkty |
| Lp. | Drużyna                | Pkt | M     | W     | P     | wyg. | prz. | ratio | zdob.       | str.        | ratio       |
| --- | ---------------------- | --- | ----- | ----- | ----- | ---- | ---- | ----- | ----------- | ----------- | ----------- |
| 1   | Caja Salamanca Y Soria | 6   | 3     | 3     | 0     | 9    | 1    | 9.000 | 147         | 63          | 2.333       |
| 2   | KuPS Volley Kuopio     | 5   | 3     | 2     | 1     | 7    | 3    | 2.333 | 132         | 86          | 1.535       |
| 3   | Łokomotiw Charków      | 4   | 3     | 1     | 2     | 3    | 6    | 0.500 | 86          | 109         | 0.789       |
| 4   | Studenti Tirana        | 3   | 3     | 0     | 3     | 0    | 9    | 0.000 | 28          | 135         | 0.207       |

#### Turniej 12
Wyniki
| Data     | Drużyna 1       | Wynik | Drużyna 2       | Sety                            |
| -------- | --------------- | ----- | --------------- | ------------------------------- |
| 28.11.97 | Alcom Capelle   | 3:2   | Floby Falköping | 8:15, 15:3, 15:17, 15:8, 15:10  |
| 28.11.97 | Stavbár Žilina  | 2:3   | Uni Bern        | 15:9, 12:15, 15:10, 12:15, 9:15 |
| 29.11.97 | Stavbár Žilina  | 1:3   | Floby Falköping | 8:15, 13:15, 15:12, 13:15       |
| 29.11.97 | Uni Bern        | 2:3   | Alcom Capelle   | 15:11, 15:12, 10:15, 2:15, 9:15 |
| 30.11.97 | Alcom Capelle   | 3:1   | Stavbár Žilina  | 12:15, 15:11, 15:7, 15:0        |
| 30.11.97 | Floby Falköping | 1:3   | Uni Bern        | 15:11, 5:15, 10:15, 13:15       |

Tabela
| Lp. | Drużyna         | Pkt | Mecze | Mecze | Mecze | Sety | Sety | Sety  | Małe punkty | Małe punkty | Małe punkty |
| Lp. | Drużyna         | Pkt | M     | W     | P     | wyg. | prz. | ratio | zdob.       | str.        | ratio       |
| --- | --------------- | --- | ----- | ----- | ----- | ---- | ---- | ----- | ----------- | ----------- | ----------- |
| 1   | Alcom Capelle   | 6   | 3     | 3     | 0     | 9    | 5    | 1.800 | 193         | 137         | 1.409       |
| 2   | Uni Bern        | 5   | 3     | 2     | 1     | 8    | 6    | 1.333 | 171         | 174         | 0.983       |
| 3   | Floby Falköping | 4   | 3     | 1     | 2     | 6    | 7    | 0.857 | 153         | 173         | 0.884       |
| 4   | Stavbár Žilina  | 3   | 3     | 0     | 3     | 4    | 9    | 0.444 | 145         | 178         | 0.815       |

### Faza finałowa

#### 1/8 finału
| Data     | Drużyna 1                        | Wynik | Drużyna 2                        | Sety                           |
| -------- | -------------------------------- | ----- | -------------------------------- | ------------------------------ |
| 21.01.98 | Sisley Tréviso                   | 3:0   | Paris Lodron Salzburg            | 15:2, 15:5, 15:12              |
| 14.01.98 | Paris Lodron Salzburg            | 0:3   | Sisley Tréviso                   | 8:15, 12:15, 8:15              |
|          |                                  |       |                                  |                                |
| 14.01.98 | AVC Orestiada                    | 3:0   | Alcom Capelle                    | 15:6, 15:6, 15:4               |
| 21.01.98 | Alcom Capelle                    | 1:3   | AVC Orestiada                    | 7:15, 15:13, 11:15, 13:15      |
|          |                                  |       |                                  |                                |
| 14.01.98 | Morze Szczecin                   | 3:1   | Dorożnyk Odessa                  | 15:5, 14:16, 15:9, 15:4        |
| 21.01.98 | Dorożnyk Odessa                  | 1:3   | Morze Szczecin                   | 15:13, 7:15, 9:15, 12:15       |
|          |                                  |       |                                  |                                |
| 14.01.98 | Lube Macerata                    | 3:1   | VfB Friedrichshafen              | 13:15, 15:2, 15:8, 15:8        |
| 20.01.98 | VfB Friedrichshafen              | 0:3   | Lube Macerata                    | 6:15, 9:15, 11:15              |
|          |                                  |       |                                  |                                |
| 14.01.98 | Emlakbank Ankara                 | 3:0   | Montpellier UC                   | 15:13, 15:6, 15:9              |
| 21.01.98 | Montpellier UC                   | 3:1   | Emlakbank Ankara                 | 11:15, 15:9, 15:13, 15:8       |
|          |                                  |       |                                  |                                |
| 14.01.98 | Mostostal-Azoty Kędzierzyn-Koźle | 3:2   | Knack Roeselare                  | 15:8, 5:15, 15:12, 8:15, 15:12 |
| 21.01.98 | Knack Roeselare                  | 3:0   | Mostostal-Azoty Kędzierzyn-Koźle | 15:6, 15:11, 15:4              |
|          |                                  |       |                                  |                                |
| 14.01.98 | Caja Salamanca Y Soria           | 0:3   | Crvena Zvezda Belgrad            | 12:15, 13:15, 8:15             |
| 21.01.98 | Crvena Zvezda Belgrad            | 3:1   | Caja Salamanca Y Soria           | 15:3, 7:15, 15:1, 15:4         |
|          |                                  |       |                                  |                                |
| 14.01.98 | Sławia Sofia                     | 0:3   | Jihostroj Czeskie Budziejowice   | 13:15, 9:15, 3:15              |
| 21.01.98 | Jihostroj Czeskie Budziejowice   | 3:0   | Sławia Sofia                     | 15:10, 15:9, 15:10             |

#### Ćwierćfinały
| Data     | Drużyna 1                      | Wynik | Drużyna 2                      | Sety                            |
| -------- | ------------------------------ | ----- | ------------------------------ | ------------------------------- |
| 12.02.98 | Sisley Tréviso                 | 3:0   | AVC Orestiada                  | 15:10, 15:5, 15:4               |
| 18.02.98 | AVC Orestiada                  | 2:3   | Sisley Tréviso                 | 3:15, 15:13, 17:16, 10:15, 9:15 |
|          |                                |       |                                |                                 |
| 11.02.98 | Morze Szczecin                 | 1:3   | Lube Macerata                  | 9:15, 15:0, 4:15, 10:15         |
| 18.02.98 | Lube Macerata                  | 3:0   | Morze Szczecin                 | 15:3, 15:4, 15:1                |
|          |                                |       |                                |                                 |
| 11.02.98 | Emlakbank Ankara               | 1:3   | Knack Roeselare                | 15:7, 13:15, 8:15, 9:15         |
| 19.02.98 | Knack Roeselare                | 3:0   | Emlakbank Ankara               | 15:5, 15:5, 15:5                |
|          |                                |       |                                |                                 |
| 10.02.98 | Crvena Zvezda Belgrad          | 3:2   | Jihostroj Czeskie Budziejowice | 15:12, 12:15, 15:6, 9:15, 15:9  |
| 17.02.98 | Jihostroj Czeskie Budziejowice | 3:0   | Crvena Zvezda Belgrad          | 15:4, 15:10, 15:9               |

#### Turniej finałowy

##### Półfinały
| Data       | Drużyna 1       | Wynik | Drużyna 2                      | Sety                            |
| ---------- | --------------- | ----- | ------------------------------ | ------------------------------- |
| 07.03.1998 | Sisley Tréviso  | 3:2   | Lube Macerata                  | 6:15, 17:15, 15:4, 13:15, 15:12 |
| 07.03.1998 | Knack Roeselare | 3:0   | Jihostroj Czeskie Budziejowice | 15:6, 15:9, 15:10               |

##### Mecz o 3. miejsce
| Data       | Drużyna 1     | Wynik | Drużyna 2                      | Sety                     |
| ---------- | ------------- | ----- | ------------------------------ | ------------------------ |
| 08.03.1998 | Lube Macerata | 3:1   | Jihostroj Czeskie Budziejowice | 12:15, 15:9, 15:10, 15:7 |

##### Finał
| Data       | Drużyna 1      | Wynik | Drużyna 2       | Sety              |
| ---------- | -------------- | ----- | --------------- | ----------------- |
| 08.03.1998 | Sisley Tréviso | 3:0   | Knack Roeselare | 15:4, 15:12, 15:5 |

## Klasyfikacja końcowa
| Miejsce | Drużyna                        |
| ------- | ------------------------------ |
| złoto   | Sisley Treviso                 |
| srebro  | Knack Roeselare                |
| brąz    | Lube Macerata                  |
| 4.      | Jihostroj Czeskie Budziejowice |